# Феделешени (Јаши)
Феделешени (рум. Fedeleșeni) насеље је у Румунији у округу Јаши у општини Струнга. Oпштина се налази на надморској висини од 260 m.

## Становништво
Према подацима из 2002. године у насељу је живело 362 становника, од којих су сви румунске националности.